# Emblema di Tokelau
L'emblema di Tokelau è costituito da un "Tulama", cesto da pesca locale realizzato in legno di Cordia subcordata (Kanava Tree in inglese). Su questo cesto, c'è una croce bianca. Sotto il "tulama" c'è una insegna dove è scritto "Tokelau mo te Atua" ("Tokelau per Dio") manifestazione dell'importanza della religione cristiana a Tokelau.
Il Parlamento di Tokelau (il Fono o General Fono) ha adottato quest'emblema nel maggio 2008 insieme alla nuova bandiera. Anche dopo questa data furono utilizzati lo stemma e la bandiera della Nuova Zelanda.